# Memli Krasniqi
Memli Krasniqi (Pristina, 25 de gener de 1980) és un polític i periodista kosovar que ha estat Ministre d'Agricultura, Boscos i Desenvolupament Rural des de desembre de 2014 i vicepresident del Partit Democràtic de Kosovo (PDK) des de febrer de 2013. Krasniqi anteriorment havia sigut Ministre de Cultura, Joventut i Esports entre 2011 i 2014.

## Orígens i educació
Memli Krasniqi va néixer a Pristina estudiant a l'escola primària Hassan Pristina i a l'institut Xhevdet Doda. Es va graduar de ciències polítiques i administració pública per la Facultat de Filosofia de la Universitat de Pristina i va obtenir un màster en relacions internacionals per la London School of Economics.
Entre 1999 i 2000 va treballar com a periodista per a l'agència de notícies Associated Press i el 2002 va ser director de relacions públiques del Centre de Telemedicina de Kosovo.
Durant molts anys va ser actiu en la indústria de la música i va treballar en diferents projectes musicals, sobretot com a compositor i com a membre del grup de hip-hop Ritmi i Rrugës.

## Carrera política
Krasniqi participa activament en la política amb el PDK des de 2004, inicialment dirigint el Centre d'Estudis Polítics dins del gabinet del president del partit, Hashim Thaçi.
Després de l'establiment del gabinet del PDK per al bon govern, Krasniqi va ser designat per dirigir el Departament de Joventut i a l'octubre de 2006 va ser elegit president de la Joventut Democràtica de Kosovo, les joventuts del partit. Des d'aquest càrrec, també era membre de la Presidència del PDK. El febrer de 2013 Krasniqi va ser elegit vicepresident del PDK en matèria d'organització i joventut.
En les eleccions parlamentàries de 2007, Krasniqi va ser elegit membre de l'Assemblea de Kosovo i va ser membre de la Comissió d'Educació, Ciència, Cultura, Joventut i Esports. L'octubre de 2008 va ser nomenat assessor polític del primer ministre i portaveu del Govern.
Krasniqi va ser reelegit membre de l'Assemblea de Kosovo en les eleccions parlamentàries de 2010 i va ser nomenat ministre de Cultura, Joventut i Esports el febrer de 2011. Va ser reelegit de nou en les eleccions parlamentàries de 2014 i va ser nomenat Ministre d'Agricultura, Boscos i Desenvolupament Rural el desembre de 2014.

## Vida personal
Memli Krasniqi viu a Pristina amb la seva muller Meliza i els seus fills Bora, Mal i Vera. 